# Belastung (Zahlungsverkehr)
Unter Belastung (englisch debit) versteht man im Rechnungs- und Bankwesen eine Buchung, durch die auf einem Konto der Sollsaldo erhöht oder ein bestehender Habensaldo gemindert oder in einen Sollsaldo verwandelt wird. Gegensatz ist die Gutschrift.

## Rechnungswesen
Unter Kontobelastung wird allgemein im Rechnungswesen eine Buchung verstanden, durch die Vermögen gemindert oder Schulden erhöht werden oder Aufwendungen erhöht oder Erträge gemindert werden. Es hängt also davon ab, ob die Kontobelastung auf ein aktives Bestandskonto oder passives Bestandskonto oder ein Aufwands- oder Ertragskonto trifft.

## Bankwesen
Im Unterschied zur Kontogutschrift hat eine Belastungsbuchung keine rechtserzeugende (konstitutive) Bedeutung, weil sie keine materiell-rechtliche Veränderung der zugrunde liegenden Forderungen bewirkt. Es handelt sich vielmehr um einen Realakt mit im Wesentlichen deklaratorischer Wirkung. Dies gilt auch, wenn infolge der Belastungsbuchung ein negativer Kontostand (Sollsaldo) ausgewiesen wird. Dem Kontoinhaber steht ein Anspruch auf Rückgängigmachung einer unberechtigten Belastungsbuchung durch eine entsprechende Gegenbuchung zu.
Rechtlich wird – analog zu Stornobuchungen – danach unterschieden, durch wen die Kontobelastung veranlasst worden ist.
- Wurde die Belastung durch das kontoführende Kreditinstitut veranlasst, so handelt es sich in der Regel um Verfügungen des Kunden aus Überweisungen, Kauf von Wertpapieren, Sorten oder Edelmetallen sowie Abrechnungswerte aus Zins- oder Gebührenbelastungen im Wege des Rechnungsabschlusses. Seltener kommen Stornobuchungen vor, durch die eine irrtümlich erfolgte Gutschrift korrigiert werden soll.
- Stammt die Belastung nicht vom kontoführenden Kreditinstitut, so handelt es sich ausschließlich um Buchungen aus Belastungen durch das Lastschriftverfahren. Eine Kontobelastung aus einem Zahlungsvorgang ist gegenüber dem Bankkunden nur wirksam, wenn er dieser zugestimmt hat (Autorisierung; § 675j BGB). Solange die Belastung aus einem Zahlungsauftrag widerruflich ist, kann der Bankkunde seinem Zahlungsauftrag widerrufen (§ 675j Abs. 2 BGB).

Nach § 675t Abs. 3 BGB ist eine Belastung auf dem Konto des Zahlungspflichtigen so vorzunehmen, dass das Wertstellungsdatum frühestens der Zeitpunkt ist, an dem dieses Konto mit dem Zahlungsbetrag belastet wird.
Bankkunden haben gemäß Nr. 7 Abs. 2 Nr. 4 AGB-Banken und Nr. 7 Abs. 3 Nr. 5 AGB-Sparkassen eine 4- bzw. 6-Wochenfrist zur Erhebung von Einwendungen gegen den Rechnungsabschluss. Diese Frist ist jedoch keine uneingeschränkt wirkende Ausschlussfrist. So kann der Kontoinhaber einer Belastungsbuchung aufgrund einer Einzugsermächtigungs-Lastschrift zeitlich unbegrenzt widersprechen. Eine Genehmigung kann nicht in dem bloßen Schweigen auf einen zugegangenen Tageskontoauszug gesehen werden. In einem bloßen Schweigen auf einen solchen Auszug liegt keine schlüssige rechtsgeschäftliche Erklärung, geschweige denn eine Genehmigung von Kontobelastungen.
Indes kommt eine konkludente Genehmigung nach der neueren Rechtsprechung des Bundesgerichtshofs insbesondere dann in Betracht, wenn es sich für die Zahlstelle erkennbar um regelmäßig wiederkehrende Lastschriften aus Dauerschuldverhältnissen, laufenden Geschäftsbeziehungen oder zum Einzug von wiederkehrenden Steuervorauszahlungen und Sozialversicherungsbeiträgen handelt. Erhebt nämlich der schuldende Kontoinhaber in Kenntnis eines erneuten Lastschrifteinzugs, der sich im Rahmen des bereits genehmigten bewegt, gegen diesen nach einer angemessenen Überlegungsfrist keine Einwendungen, so kann auf Seiten der kontoführenden Bank die berechtigte Erwartung entstehen, auch diese Belastungsbuchung solle Bestand haben. Eine solche Annahme ist vor allem deshalb gerechtfertigt, weil die Zahlstelle beim Einzugsermächtigungsverfahren in der derzeitigen rechtlichen Ausgestaltung zwar einerseits – für den Kontoinhaber erkennbar – auf seine rechtsgeschäftliche Genehmigungserklärung angewiesen ist, um die Buchung wirksam werden zu lassen, das Verfahren aber andererseits darauf ausgelegt ist, dass der Kontoinhaber keine ausdrückliche Erklärung abgibt. In einer solchen Situation sind an eine Genehmigung durch schlüssiges Verhalten keine zu hohen Anforderungen zu stellen. Dies gilt jedenfalls dann, wenn das Konto im unternehmerischen Geschäftsverkehr geführt wird. In diesem Fall kann die Zahlstelle damit rechnen, dass die Kontobewegungen zeitnah nachvollzogen und überprüft werden.